# Nucli antic de Rubí
El Nucli antic de Rubí és una part del municipi de Rubí (Vallès Occidental) protegida com a bé cultural d'interès local.

## Descripció
Es tracta d'un grup d'habitatges de planta baixa i un o dos pisos de planta irregular, ja que pertanyen al primer creixement urbà durant el segle xviii. Responen als sistemes constructius tradicionals amb murs portants i bigues de fusta, la distribució interior i la composició de la façana responen a les necessitats de l'època de construcció. A diferència dels eixamples del segle xix, aquest barri conserva la memòria d'un Rubí petit, amb moltes supervivències rurals i en equilibri poblacional amb el camp -les masies recollien una bona part de la població. Més que una unitat estilística, són els aspectes morfològics, les proporcions, el color, i una certa uniformitat donada per l'arquitectura artesana i de mestres d'obra els factors determinants dels seus valors paisatgístics. Cal destacar els tres habitatges del carrer Xercavins, amb una composició de la façana similar que la resta, en les que posteriorment s'han produït petites variacions. Es disposa un accés central amb dues obertures laterals protegides per la balconada del primer pis a la que s'obren tres obertures més, es corona la façana amb una cornisa i una balustrada.